# Косино, Таданори
Таданори Косино (яп. 越野 忠則, 3 апреля 1966, Сиранука) — японский дзюдоист суперлёгкой весовой категории, выступал за сборную Японии в конце 1980-х — начале 1990-х годов. Бронзовый призёр летних Олимпийских игр в Барселоне, чемпион мира, чемпион Азиатских игр, чемпион Азии, победитель многих турниров национального и международного значения. Также известен как инструктор по дзюдо.

## Биография
Таданори Косино родился 3 апреля 1966 года в посёлке Сиранука префектуры Хоккайдо. Активно заниматься дзюдо начал во время учёбы в начальной школе, в одном из местных любительских клубов, в старшей школе уже заслужил звание чемпиона острова Хоккайдо среди юниоров-школьников. Продолжил подготовку в Университете Токаи в Токио, куда поступил в 1985 году. В этот период к нему пришли первые победы среди взрослых, он несколько раз становился чемпионом и призёром чемпионата Японии по дзюдо.
Первого серьёзного успеха на взрослом международном уровне добился в 1988 году, когда попал в основной состав японской национальной сборной и побывал на чемпионате Азии в Дамаске, откуда привёз награду золотого достоинства, выигранную в зачёте суперлёгкого веса. Год спустя выступил на чемпионате мира в югославском Белграде, где в той же весовой категории стал серебряным призёром — в решающем поединке потерпел поражение от советского борца Амирана Тотикашвили, действующего чемпиона Европы и СССР.
В 1990 году Косино выиграл Азиатские игры в Пекине, одолелев всех своих оппонентов в суперсреднем весе. В следующем сезоне завоевал золотую медаль на мировом первенстве в Барселоне, в частности, в финале взял верх над корейцем Юн Хёном, чемпионом Азии этого года.
Благодаря череде удачных выступлений удостоился права защищать честь страны на летних Олимпийских играх 1992 года в Барселоне. В первых трёх поединках одержал над своими соперниками победу, в том числе победил венгра Йожефа Вагнера в 1/16 финала, китайца Чэня Цайляна в 1/8 финала и австрийца Манфреда Хипмайера в четвертьфинале, однако на стадии полуфиналов проиграл представлявшему Объединённую команду республик бывшего СССР азербайджанцу Назиму Гусейнову, который в итоге и стал победителем Олимпиады. В утешительном поединке за третье место поборол французского дзюдоиста Филиппа Прадайроля и получил таким образом бронзовую олимпийскую медаль. Вскоре по окончании этих соревнований принял решение завершить карьеру профессионального спортсмена, уступив место в сборной молодым японским дзюдоистам.
Впоследствии работал инструктором по дзюдо в Международном университете будо в городе Кацуура, куда устроился на работу в апреле 1993 года.